# 凱里·阿努茲
凱里·阿努茲（葡萄牙語：Karim Aïnouz；1966年1月17日—）是巴西電影工作者。

## 生平
凱里·阿努茲出生於巴西，父親為阿爾及利亞人，母親為巴西人。2002年，他的首部劇情長片《妖姬莎塔》改編自巴西變裝皇后的真實故事，於第55屆坎城影展一種注目單元中首映；他接下來的兩部長片作品《逆光》(2006)及《失戀男人旅行日記》(2009)則都在威尼斯影展地平線單元中放映。
2014年，阿努茲執導的《未來海岸》獲選為第64屆柏林影展正式競賽片。2019年，他以《她們的隱藏人生》於第72屆坎城影展一種注目單元中獲得最佳影片。

## 電影作品

### 劇情長片
- 2002年：《妖姬莎塔（葡萄牙語：Madame Satã (filme)）》（Madame Satã）
- 2006年：《逆光》（O Céu de Suely）
- 2009年：《失戀男人旅行日記（葡萄牙語：Viajo porque Preciso, Volto porque Te Amo）》（Viajo Porque Preciso, Volto Porque te Amo； 與馬切羅·勾梅茲（葡萄牙語：Marcelo Gomes (cineasta)）合導）
- 2011年：《銀色懸崖》（O Abismo Prateado）
- 2014年：《未來海岸（葡萄牙語：Praia do Futuro (filme)）》（Praia do Futuro）
- 2019年：《她們的隱藏人生（葡萄牙語：A Vida Invisível (2019)）》（A vida invisível de Eurídice Gusmão）
- 2023年：《煽動者》（Firebrand）
- 2024年：《目的地汽車旅館》（Motel Destino）

## 外部連結
- 凱里·阿努茲在互联网电影资料库（IMDb）上的資料（英文）